# Dicker Stein (Wennigsen)

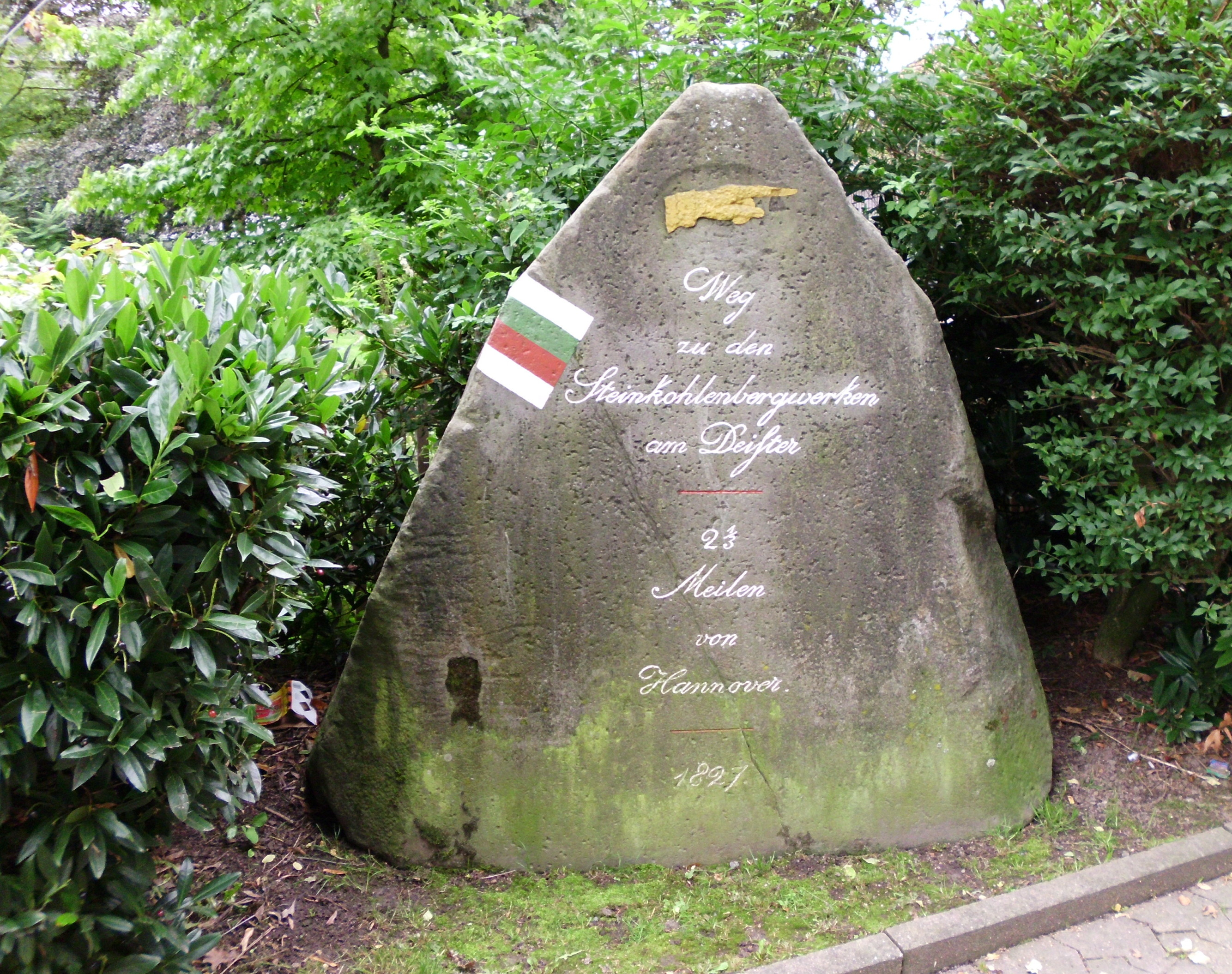
Dicker Stein in Wennigsen

Der Dicke Stein ist ein 1828 errichteter Richtungsweiser und ein Bergbaudenkmal in der Gemeinde Wennigsen. Er steht in der Hülsebrinkstraße vor dem heutigen Amtsgericht Wennigsen.
Der Sandsteinquader trägt die Inschrift Weg zu den Steinkohlebergwerken im Deister/2 1/3 Meilen von Hannover/1827. Eine gelbe Hand zeigt in Richtung Deister.

## Geschichte
Der Dicke Stein ist eingetragen in die Liste der Baudenkmale in der Region Hannover. Die Herkunft des Steines ist umstritten. Laut Wüllners Ortschronik könnte er vom Steinberg zwischen Bönnigsen und der Knölkenbrücke oder aus dem Deister stammen.
Der Lindener Unternehmer Johann Egestorff hatte in den Jahren ab 1815 die Deister-Kohlenstraße von seinem Umschlagplatz am späteren Georgsplatz auf der heutigen Hauptstraße durch Wennigsen und über Sorsum zur Hamelner Chaussee ausbauen lassen. Die Kohle wurde mit bis zu achtspännigen Fuhrwerken in Richtung Hannover transportiert.

## Trivia
Der Dicke Stein stand einst vor dem Gebäude Hauptstraße 35, angeblich um die Kohlefuhrleute zum Georgsplatz (nach Norden) statt zum Hülsebrink (nach Westen) zu lenken, wo im 19. Jahrhundert mehrmals kleinere Bergwerke angelegt wurden. Seit seiner Umsetzung bei der Umgestaltung des Kreuzungsbereichs ca. 1970 weist der Dicke Stein jedoch zum Hülsebrink.
Den Namen Zum Dicken Stein trug ebenfalls eine angrenzende Gaststätte. Nach der Nutzung als Lokal richtete sich dort ein autonomes Wohn- und Freizeitprojekt ein. Bevor das Gebäude im Oktober 1994 abgerissen wurde, kam es zu einem massiven Polizeiaufgebot. Die Bewohner verließen es jedoch friedlich.